# Kosewo (Nasielsk)
Pour les articles homonymes, voir Kosewo.
Kosewo (prononciation : [kɔˈsɛvɔ]) est un village polonais de la gmina de Nasielsk dans le powiat de Nowy Dwór Mazowiecki de la voïvodie de Mazovie dans le centre-est de la Pologne.
Le village compte approximativement une population de 336 habitants en 2009.

## Histoire
De 1975 à 1998, le village appartenait administrativement à la voïvodie de Ciechanów.